# Xenolytus temporalis
Xenolytus temporalis là một loài tò vò trong họ Ichneumonidae.